# Utleya
Utleya é um género botânico pertencente à família Ericaceae.